# Kyna Pereira
Pour les articles homonymes, voir Pereira.
Kyna Joy Pereira, née le 19 mars 1996, est une nageuse sud-africaine.

## Carrière
Kyna Pereira remporte deux médailles d'or (aux relais 4 x 100 et 4 x 200 mètres nage libre) et quatre médailles d'argent (sur 100, 200, 800 et 1 500 mètres nage libre) aux Championnats d'Afrique de natation 2012 à Nairobi.